# Antoni Gramatyka

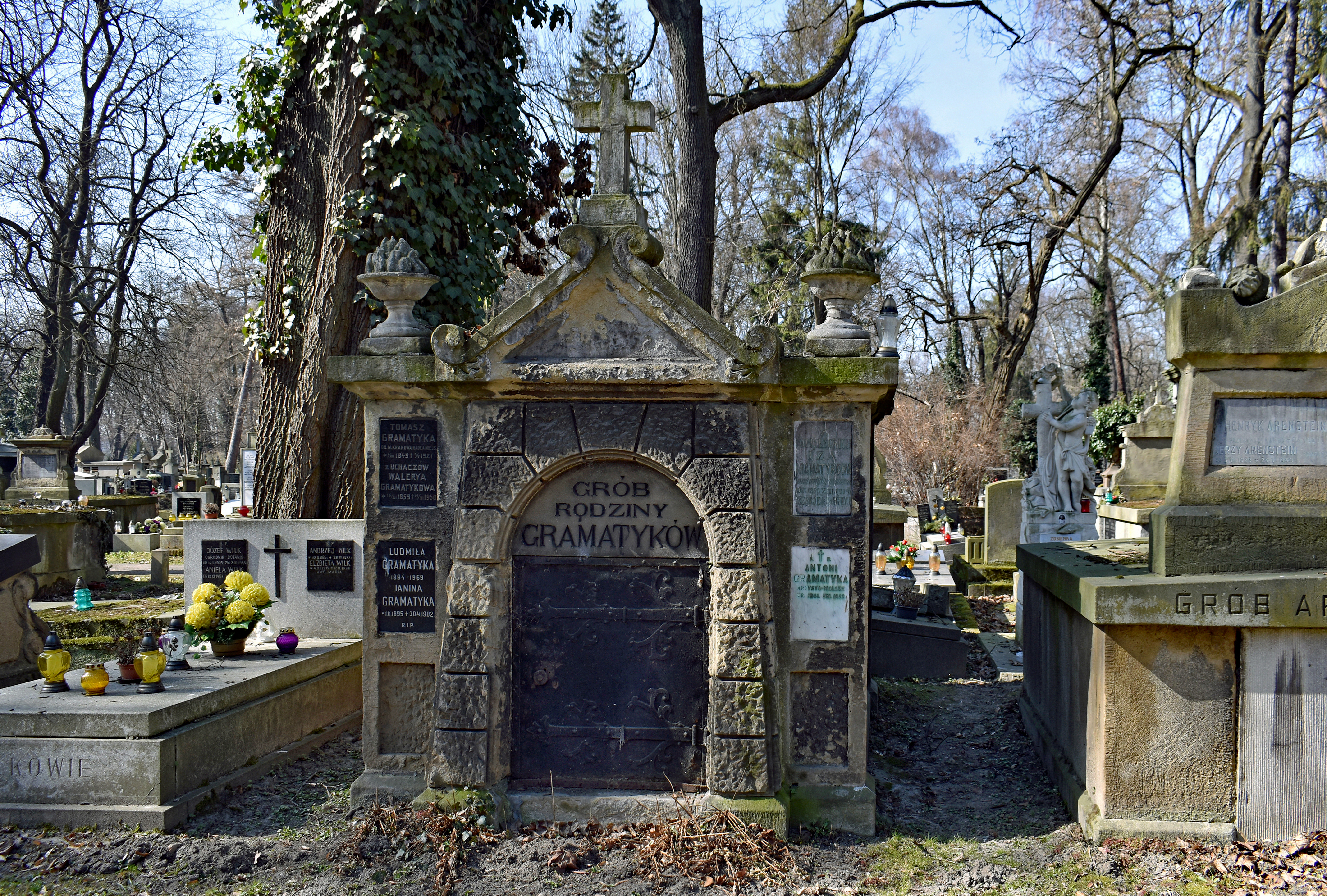
Cmentarz Rakowicki.
Grobowiec rodziny Gramatyków.

Antoni Gramatyka (ur. 1841 w Kalwarii Zebrzydowskiej, zm. 23 grudnia 1922 w Krakowie) – polski malarz twórczością związany z Krakowem i jego okolicami.

## Życiorys
W 1870 (według niektórych źródeł studiował od 1866 do 1870) rozpoczął studia w krakowskiej Szkole Sztuk Pięknych, jego nauczycielami byli Władysław Łuszczkiewicz i Jan Matejko. Po ich ukończeniu naukę kontynuował w wiedeńskiej Akademii Sztuk Pięknych pod kierunkiem Christiana Rubena i Josepha von Führicha. Po powrocie do Krakowa kontynuował naukę w Szkole Sztuk Pięknych. Swoje prace wystawiał we Lwowie i Krakowie z Towarzystwem Przyjaciół Sztuk Pięknych oraz z warszawskim Towarzystwem Zachęty Sztuk Pięknych. Należał do malarzy realistów, w swoich obrazach przedstawiał codzienne życie mieszkańców Krakowa i podkrakowskich wsi. Malował pejzaże z okolic rodzinnej Kalwarii Zebrzydowskiej, Żywiecczyzny, Podhala, Spiszu i okolic Krakowa. Ponadto był portrecistą oraz twórcą malującym sceny historyczne i religijne, tworzył również polichromie kościelne m.in. w bazylice katedralnej Wniebowzięcia Najświętszej Maryi Panny w Płocku. Brał udział w pracach renowacyjno-konserwatorskich, odnawiał malowidła w kaplicy św. Zofii na Wawelu i kościoła Najświętszej Marii Panny.
Zmarł w Krakowie i spoczywa na cmentarzu Rakowickim (kw. 44). Miał córkę Annę Gramatyka-Ostrowską, malarkę.

## Wybrane dzieła
- Św. Jacek unoszący figurę N.P. Maryi nad Tatrami
- Św. Jadwiga ks. śląska
- Miłosierdzie
- Długosz
- Św. Wojciech uczący pieśni
- Spowiedź ks. Robaka
- Św. Franciszek rozmawiający z ptaszkami
- Kopernik
- Miłosierdzie

## Upamiętnienie
W Krakowie w dzielnicy V na Nowej Wsi w sąsiedztwie Miasteczka Studenckiego znajduje się ulica Gramatyka. W XVIII wieku teren ten trafił w ręce Akademii Krakowskiej z przeznaczeniem na budowę katedry gramatyki. Folwark, który powstał w tym miejscu otrzymał nazwę Gramatyka. W 1910 roku Nowa Wieś Narodowa włączona została w granice Krakowa i była to bezimienna ulica, nazwę Gramatyka nadano jej po II wojnie. Obecnie na niektórych mapach Krakowa widnieje nazwa owej ulicy – Antoniego Gramatyka. Żadne źródło nie podaje pochodzenia tej nazwy.

## Galeria

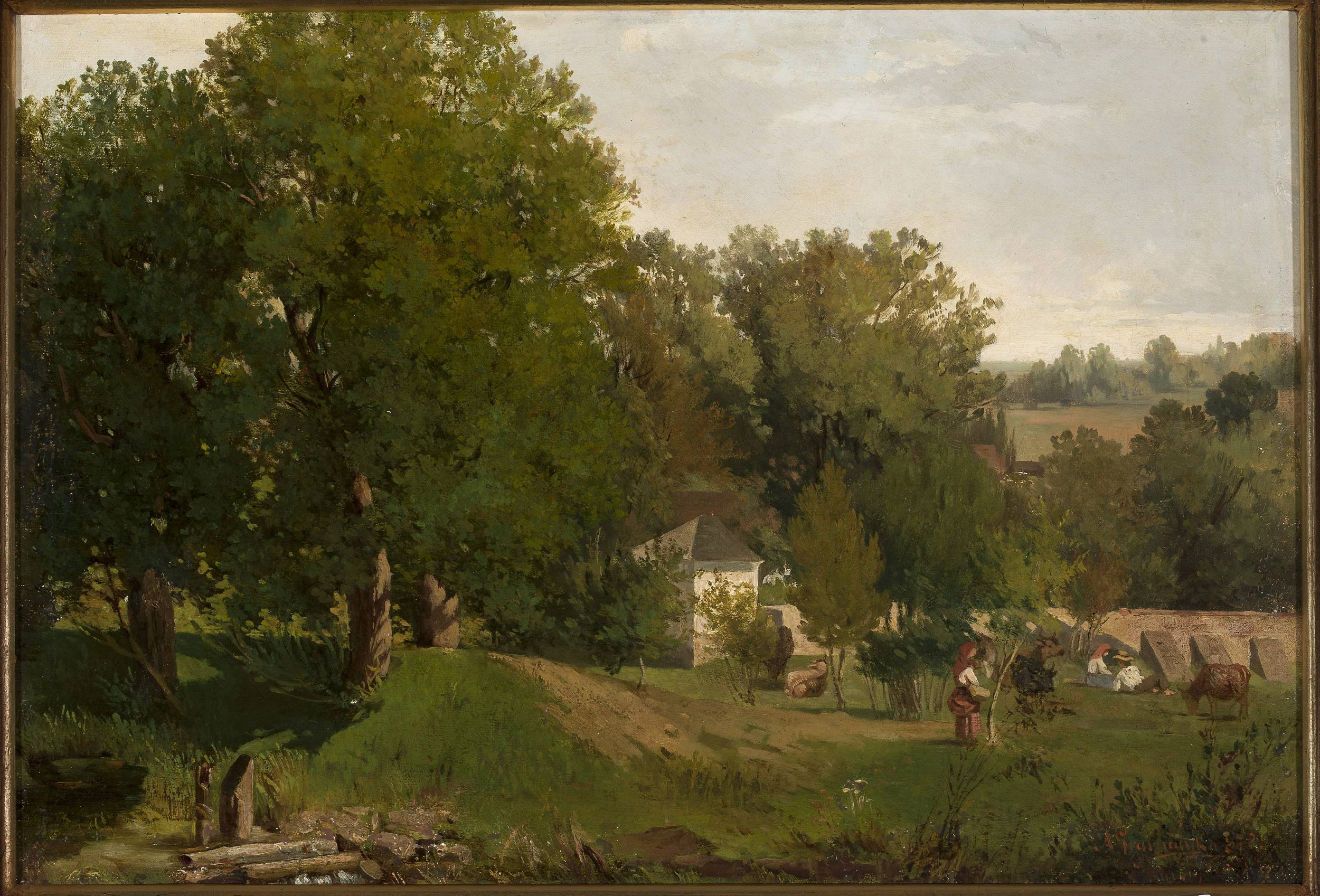
"Widok z Kalwarii Zebrzydowskiej" z 1872 r. Muzeum Narodowe w Warszawie
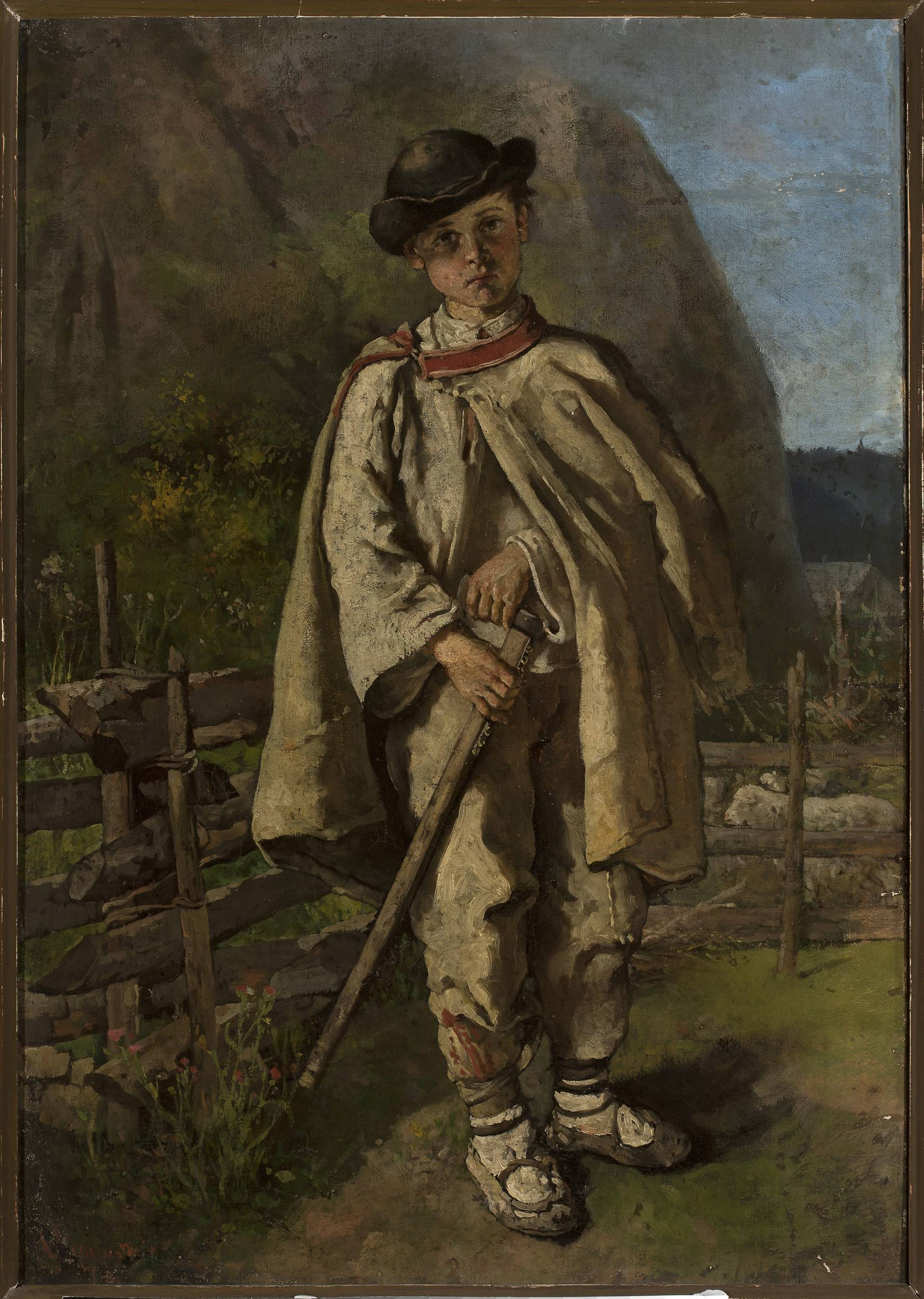
"Portret góralczyka" z 1878 r. Muzeum Narodowe w Warszawie
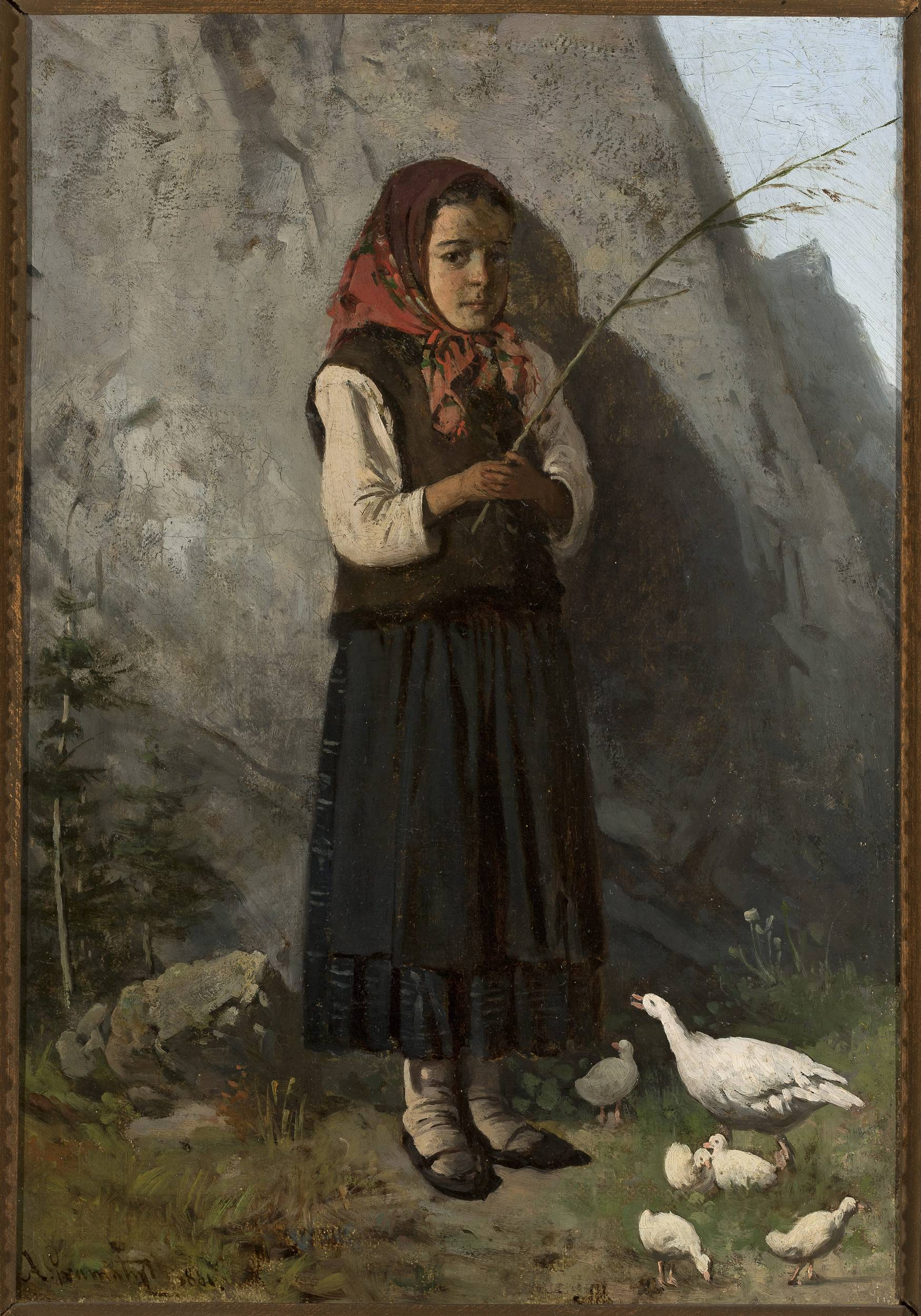
"Gęsiarka" z 1881 r. Muzeum Narodowe w Warszawie
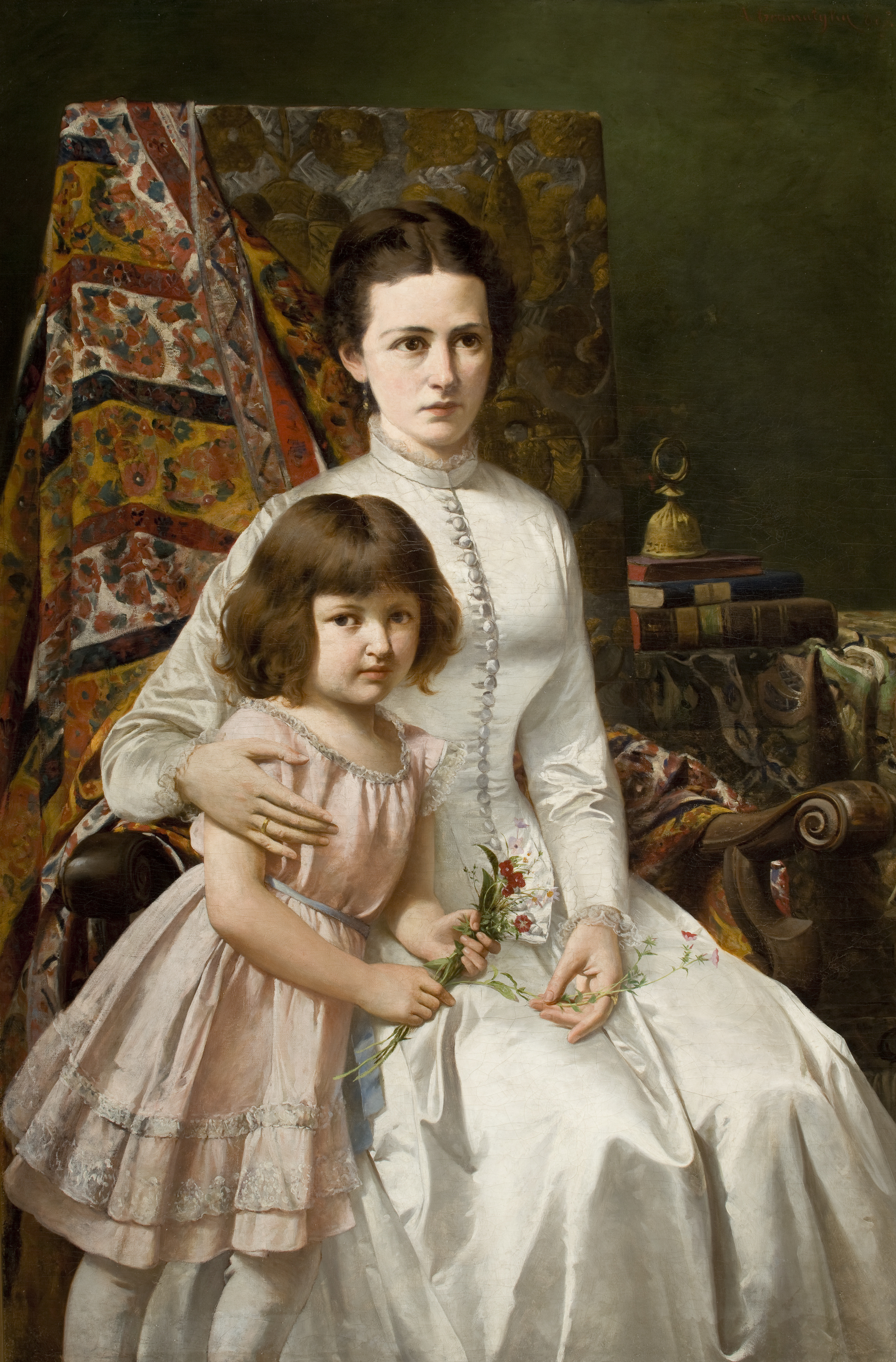
"Portret żony z córką Anną" z 1887 r. Muzeum Narodowe w Krakowie
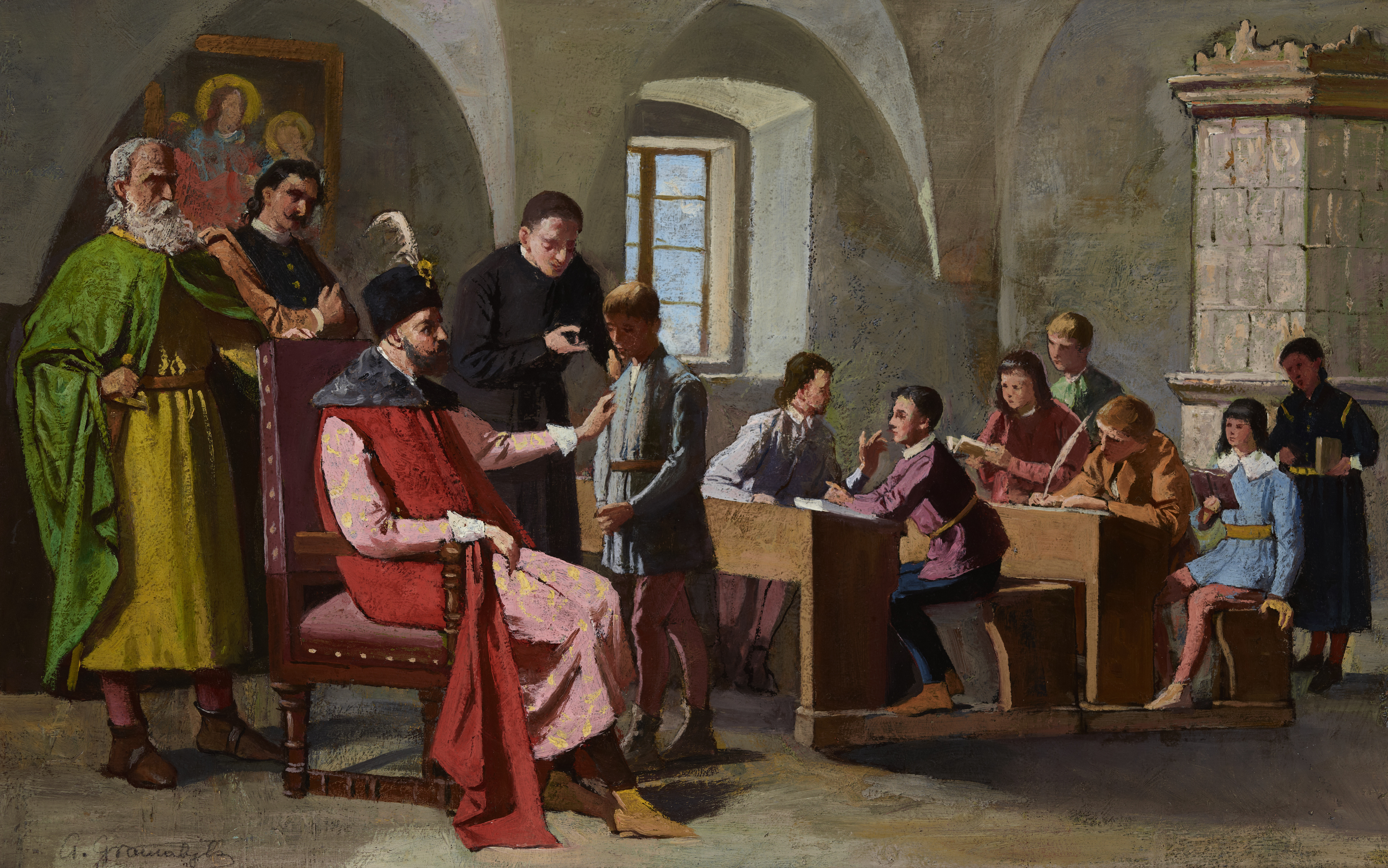
"Stefan Batory wśród żaków" Muzeum Narodowe w Krakowie
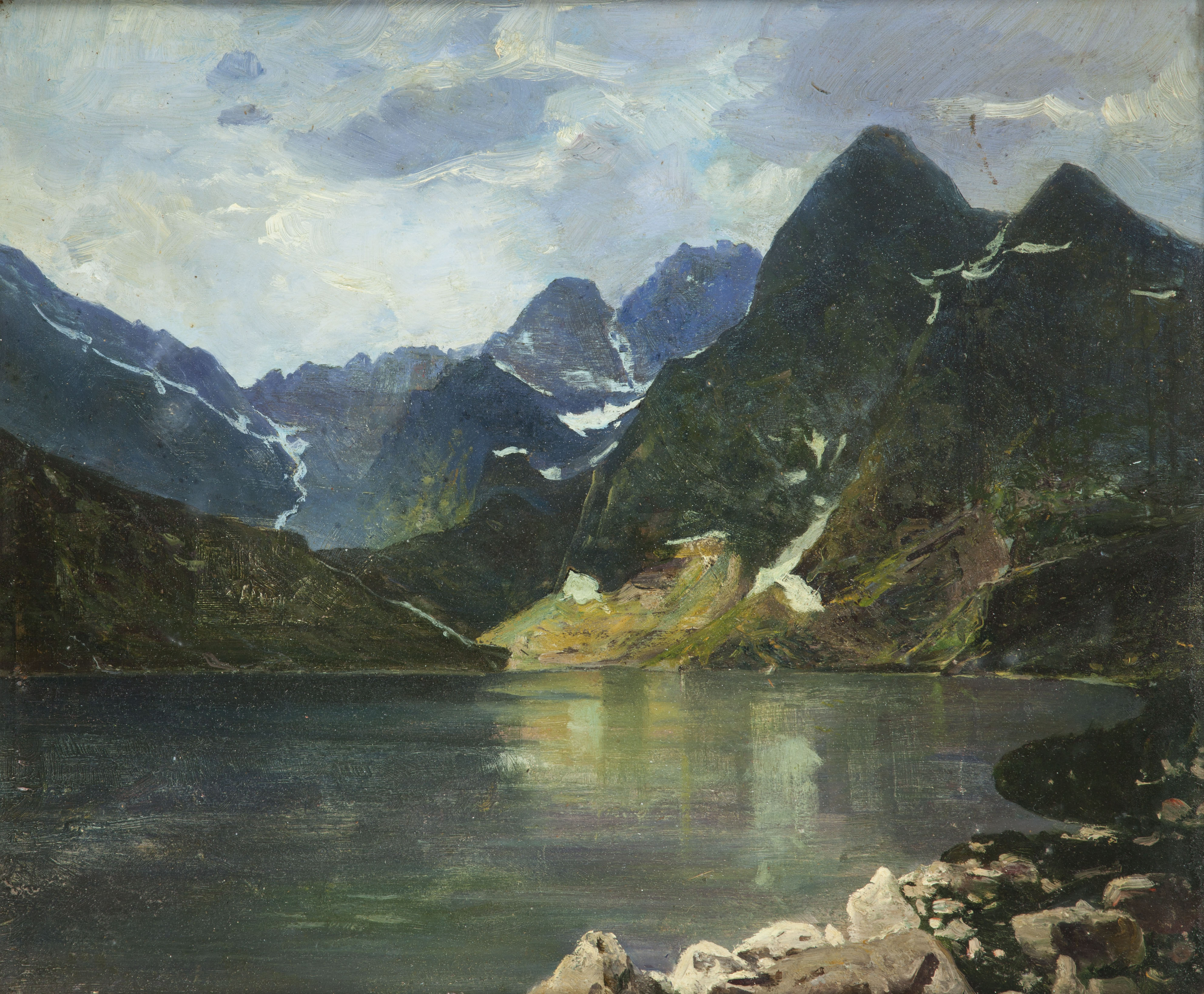
"Morskie Oko" Muzeum Narodowe w Krakowie
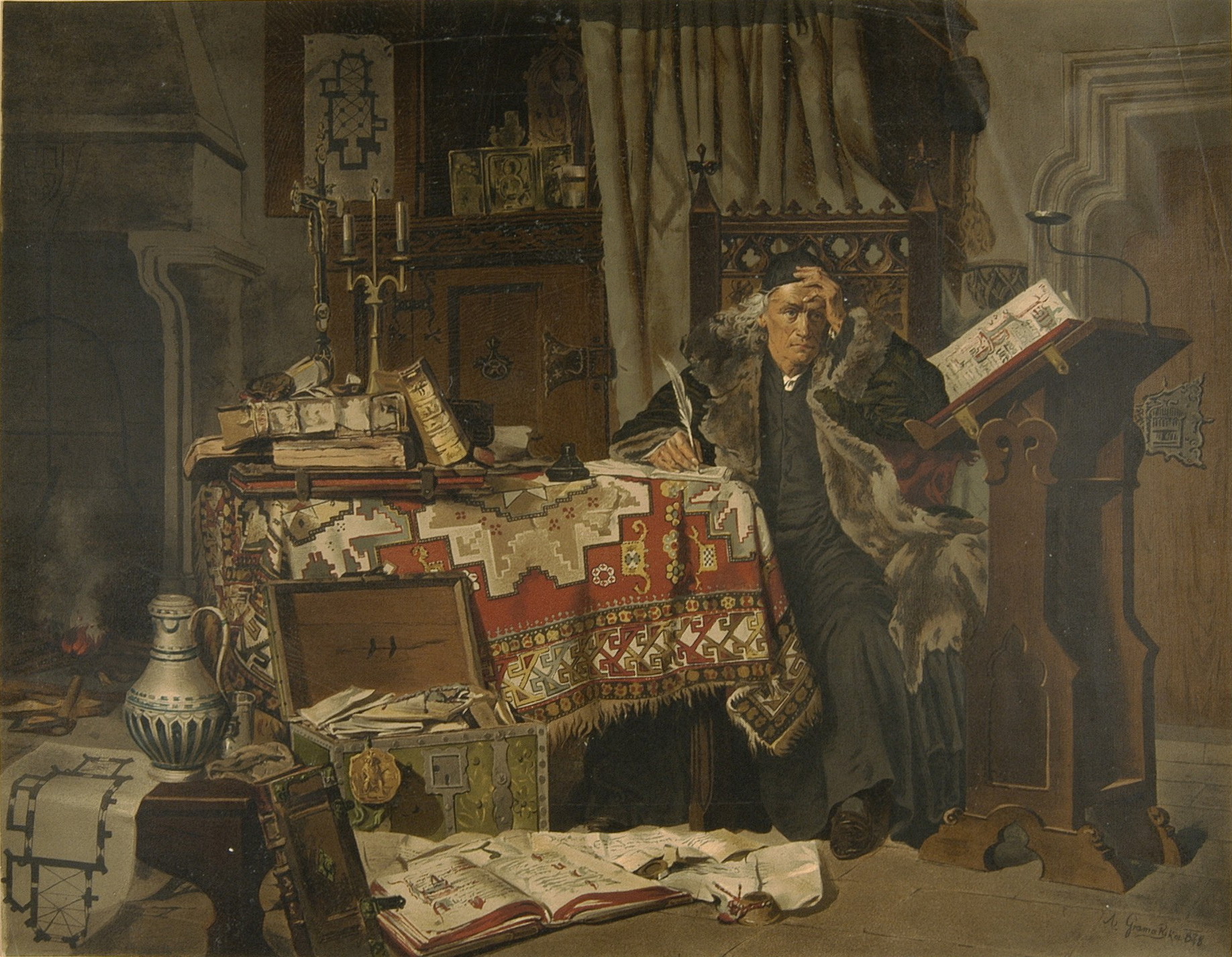
"Jan Długosz"
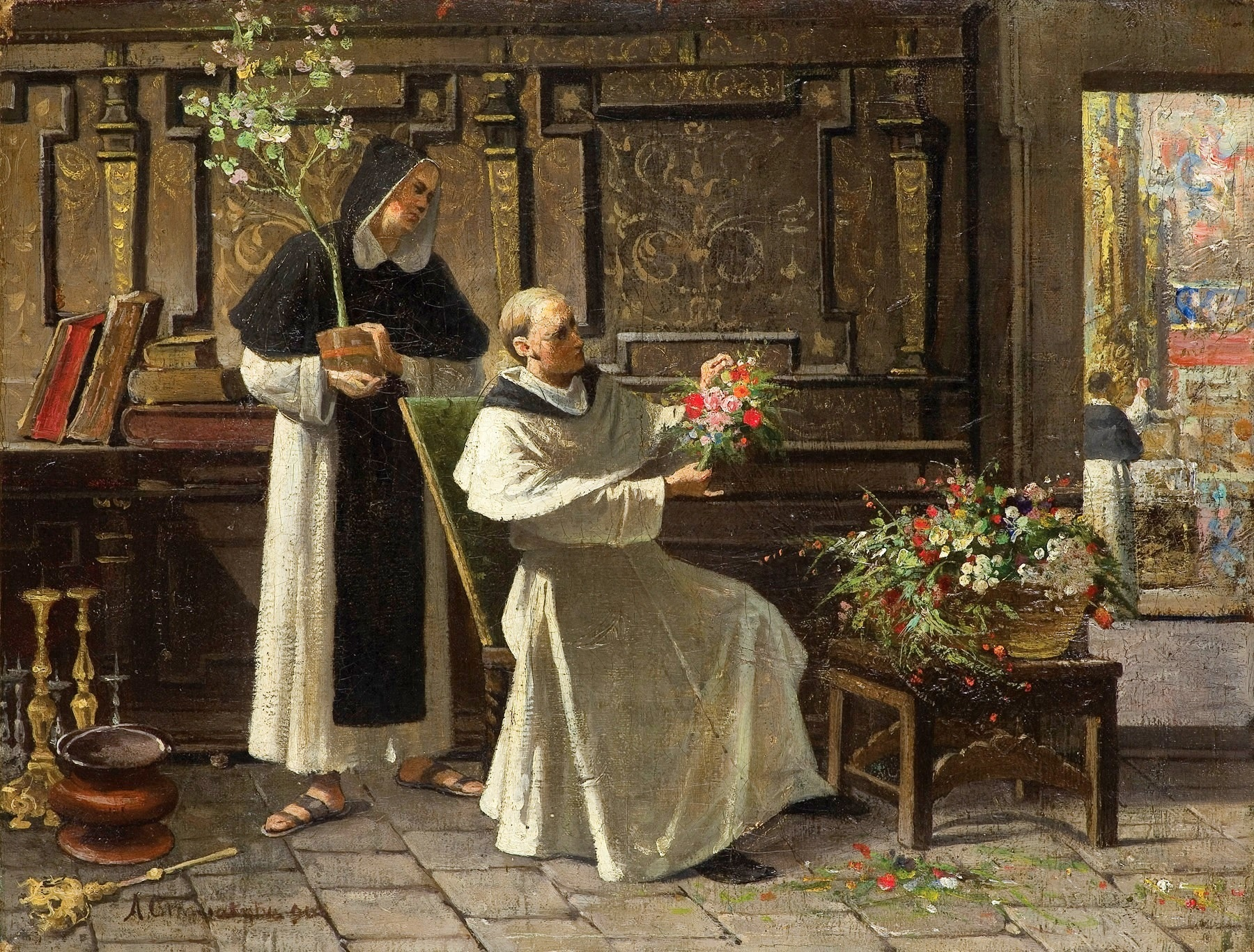
"W uroczystość Matki Boskiej Zielnej" z 1901 r.

## Źródła
- Elżbieta Supranowicz Nazwy ulic Krakowa, Wydawnictwo Instytutu Języka Polskiego PAN, Kraków 1995, ISBN 83-85579-48-6